# ولادیسلاو شالوپا
ولادیسلاو شالوپا (فرانسوی: Vladislav Chalupa‎؛ زادهٔ ۶ فوریهٔ ۱۸۷۱) دوچرخه‌سوار اهل فرانسه است.